# Violent Thing
Chansons représentant l'Allemagne au Concours Eurovision de la chanson
Sister (chanson de S!sters)
(2019) I Don't Feel Hate
(2021)
Violent Thing est un single du chanteur slovène Ben Dolic sorti le 27 février 2020. La chanson devait représenter l’Allemagne au Concours Eurovision de la chanson 2020.

## Concours Eurovision de la Chanson
La chanson devait représenter l'Allemagne au Concours Eurovision de la chanson 2020, à la suite de la sélection de Ben Dolic en interne par deux jurys spécialisés. En tant que membre du "Big 5", l'Allemagne devait se qualifier automatiquement pour participer à la finale. En plus de sa participation à la finale, l'Allemagne était également tenue de diffuser et de voter à l'une des deux demi-finales.
Le 18 mars 2020, l'UER annonce l'annulation du concours eurovision de la chanson 2020, entraînant le retrait de tous les pays participants. De plus, elle annonce que la possibilité que la chanson soit interprétée lors de l'édition 2021 n’est pas possible en raison des règles du concours qui interdissent qu’une chanson soit dévoilée avant le mois de septembre pour l’édition suivante. Pour qu’elle soit valide pour le concours de 2021, elle n’aurait pas eu le droit d’être dévoilée avant septembre 2020.